# The Ghan

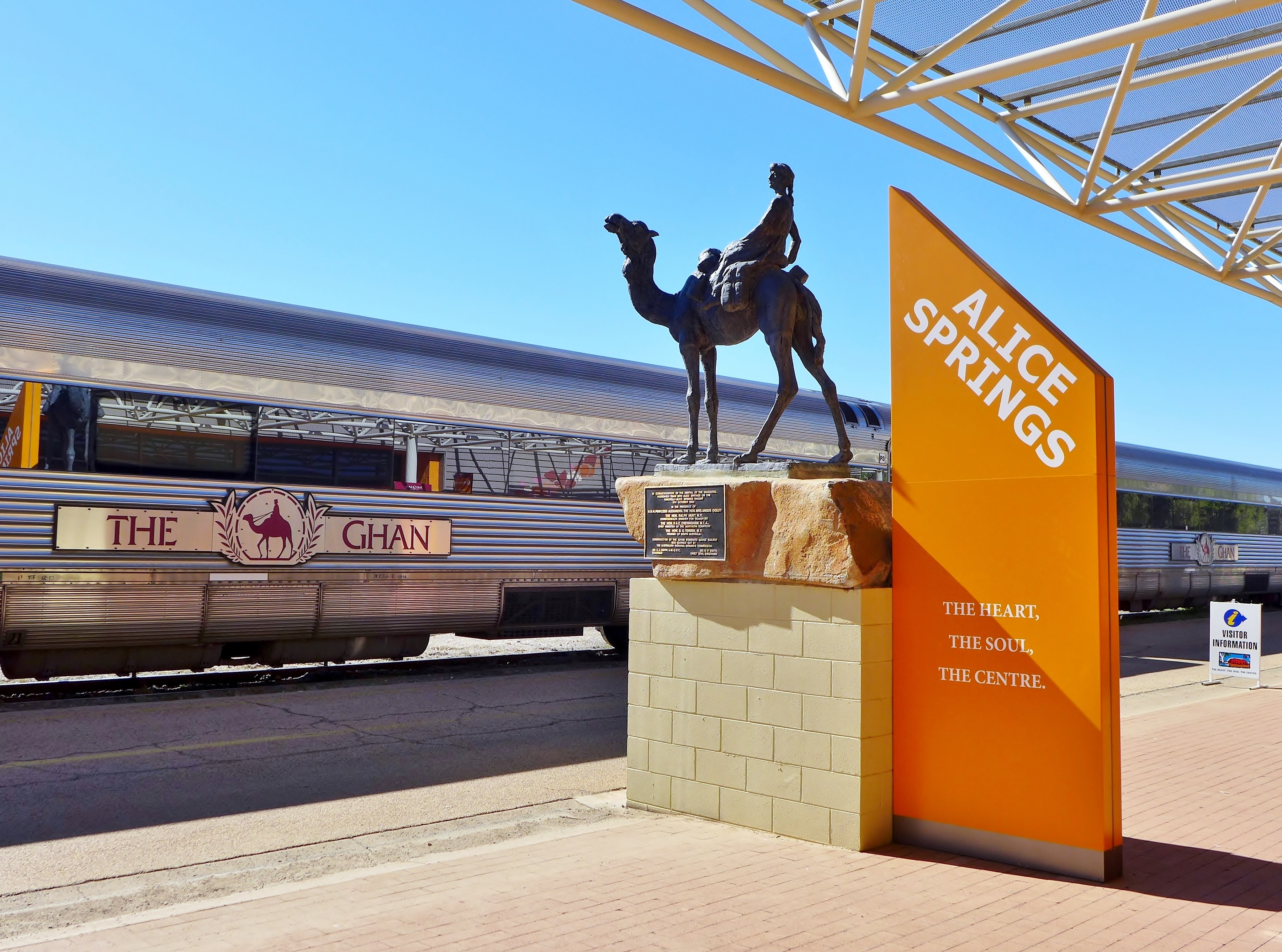
Station i Alice Springs.

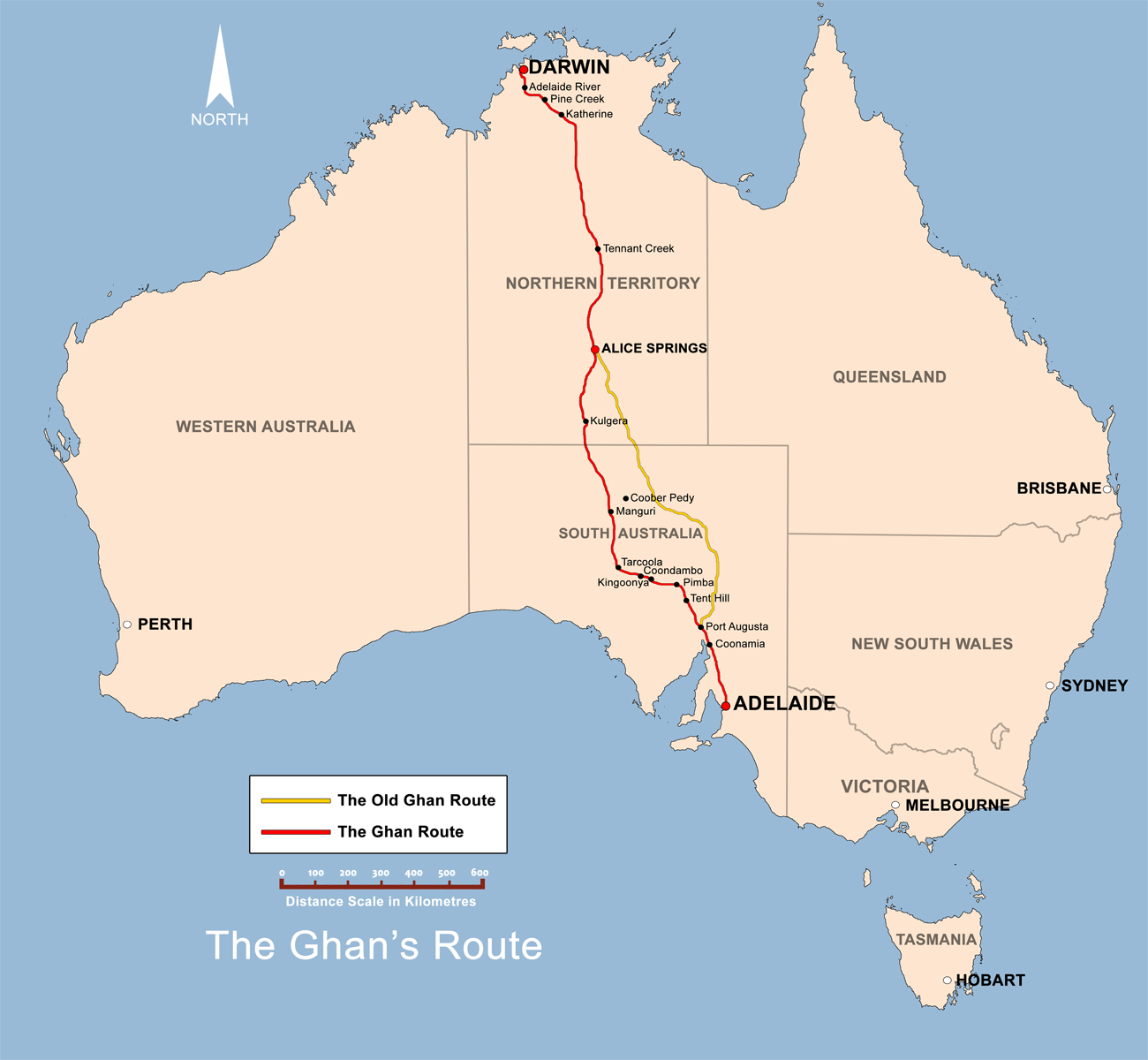
The Ghans rutt nu och då.

The Ghan är ett fjärrtåg som körs en eller två gånger i veckan mellan Adelaide och Darwin i Australien, ett avstånd på 2 979 km. Tåget ägs av Great Southern Rail. Namnet kommer av de afghanska kamelförare som trafikerade rutten under 1800-talet.